# Большая Козловка (Владимирская область)
Большая Козловка — деревня в Судогодском районе Владимирской области России, входит в состав Андреевского сельского поселения.

## География
Деревня расположена в 9 км на запад от центра поселения посёлка Андреево и 11 км на восток от райцентра Судогды.

## История
В конце XIX — начале XX века деревня входила в состав Ликинской волости Судогодского уезда, с 1926 года — в составе Судогодской волости Владимирского уезда. В 1859 году в деревне числилось 21 дворов, в 1905 году — 25 дворов, в 1926 году — 35 дворов.
С 1929 года деревня входила в состав Ликинского сельсовета Судогодского района, с 2005 года — в составе Андреевского сельского поселения.

## Население
| 1859 | 1905 | 1926 | 2002 |
| ---- | ---- | ---- | ---- |
| 126  | 197  | 162  | 2    |

| 1859 | 1905 | 1926 | 2002 | 2010 | 2021 |
| ---- | ---- | ---- | ---- | ---- | ---- |
| 126  | ↗197 | ↘162 | ↘2   | →2   | ↗9   |